# Jurij Chrijenko
Jurij Volodymyrovyč Chrijenko (ukrajinsky Юрій Володимирович Хрієнко; rusky Юрий Владимирович Хриенко (Jurij Vladimirovič Chrijenko); * 8. listopadu 1976) je bývalý ukrajinský fotbalový brankář.

## Hráčská kariéra
Nejvyšší soutěž si zahrál v České republice, na Ukrajině a v Uzbekistánu. V České republice nastupoval také za Admiru/Slavoj Praha v ČFL.

### Ligová bilance
| Ročník              | Zápasy | Góly | Minuty | Nuly | Klub                             |
| ------------------- | ------ | ---- | ------ | ---- | -------------------------------- |
| I. liga 2000/01     | 1      | 0    | 45     | 0    | FC Viktoria Plzeň                |
| I. liga 2001/02     | 1      | 0    | 25     | 0    | FK Polihraftechnika Oleksandrija |
| I. liga 2002/03     | 14     | 0    | 1 260  | 2    | FK Oleksandrija                  |
| I. liga 2005/06     | 1      | 0    | 90     | 0    | FK Metalurh Zaporižžja           |
| I. liga 2008        | 29     | 0    | –      | –    | AGMK Almalyk                     |
| I. liga 2009        | 28     | 0    | –      | –    | FK Almalyk                       |
| I. liga 2010        | 17     | 0    | –      | –    | FK Almalyk                       |
| CELKEM I. LIGA ČR   | 1      | 0    | 45     | 0    |                                  |
| CELKEM I. UKR. LIGA | 16     | 0    | 1 375  | 2    |                                  |
| CELKEM I. UZB. LIGA | 74     | 0    | –      | –    |                                  |